# Guignicourt
Guignicourt é uma ex-comuna francesa na região administrativa de Altos da França, no departamento de Aisne. Estendeu-se por uma área de 17,74 km². Em 2010 a comuna tinha 2 761 habitantes (densidade: 155,6 hab./km²).
Em 1 de janeiro de 2019, ela foi inserida no território da nova comuna de Villeneuve-sur-Aisne.